# Rolf Pohle
Rolf Ludwig Pohle (* 4. Januar 1942 in Berlin; † 7. Februar 2004 in Athen) war ein Terrorist der Rote Armee Fraktion (RAF).

## Leben
Pohle wurde in Berlin geboren und wuchs ab 1954 in München als Sohn des Münchener Juraprofessors Rudolf Pohle auf. Er legte sein Abitur am Maximiliansgymnasium München ab. Während seines Studiums gehörte er der Ende der 1960er-Jahre entstandenen Gruppe LSD Liberaler Studentenbund Deutschlands später Teil der Außerparlamentarischen Opposition (APO) an und war 1967 Asta-Vorsitzender der Ludwig-Maximilians-Universität München. Nach dem Attentat auf den Studentenführer Rudi Dutschke im April 1968 und Teilnahme an diversen Demonstrationen gründete er als Rechtsreferendar angesichts der anlaufenden Prozesswelle gegen Demonstrationsteilnehmer eine „Rechtshilfe der APO“. 1969 wurde Pohle wegen der Beteiligung am Barrikadenbau während der Osterunruhen 1968 zu einer Freiheitsstrafe von 15 Monaten ohne Bewährung verurteilt. Obgleich Pohle die Strafe nicht antreten musste, trug die Verurteilung dazu bei, dass er sich später zeitweise in das Umfeld des Linksterrorismus begab.
Am 17. Dezember 1971 wurde Rolf Pohle (getarnt mit einer Perücke) in einem Waffengeschäft in Ulm verhaftet, nachdem die Polizei erkannt hatte, dass er zuvor in anderen Waffengeschäften mit gefälschten Waffenscheinen mindestens 32 Pistolen und Revolver und über 1000 Schuss Munition für die RAF gekauft hatte. Einige dieser Waffen wurden bei den späteren Verhaftungen von Baader, Ensslin, Raspe und anderen identifiziert. 1974 wurde er wegen Mitgliedschaft in einer kriminellen Vereinigung, Waffenbesitzes und Unterstützertätigkeit für die Rote Armee Fraktion zu sechseinhalb Jahren Haft verurteilt. Die Unterstützertätigkeit hat er stets bestritten. Als er vom Richter aufgefordert wurde, Angaben zu seiner Person zu machen, verlas er den Text des Liedes „Mein Name ist Mensch“ von Rio Reiser.
Bereits im März des folgenden Jahres wurde er gemeinsam mit den RAF-Terroristen Verena Becker, Gabriele Kröcher-Tiedemann, Ingrid Siepmann und Rolf Heißler im Austausch gegen den von der „Bewegung 2. Juni“ entführten CDU-Politiker Peter Lorenz aus dem Gefängnis freigelassen. Die Freigepressten wurden in Begleitung des Pfarrers und ehemaligen Berliner Bürgermeisters Heinrich Albertz in den Südjemen ausgeflogen.
Pohle reiste von dort weiter nach Griechenland, wo er im Juli 1976 erneut verhaftet wurde. Das höchste griechische Gericht Areopag lehnte zuerst die Auslieferung ab, stimmte aber nach einer Intervention des Kanzleramtes in Bonn und einer Neubesetzung des Gremiums dem Auslieferungsersuchen der deutschen Bundesregierung zu; Pohle wurde nach Deutschland geflogen und in die Justizvollzugsanstalt Straubing eingeliefert. 1982 wurde er nach sechsjähriger Haft entlassen.
Zwei Jahre später ließ er sich endgültig in Griechenland nieder. Dort arbeitete er bis zum Ausbruch einer Krebserkrankung als Deutschlehrer und Übersetzer.
Pohle starb am 7. Februar 2004 im Alter von 62 Jahren nach einer langwierigen Krebserkrankung in Athen. Nach anderen Angaben starb er an AIDS.

## Veröffentlichungen
- Mein Name ist Mensch. Karin Kramer, Berlin 2002, ISBN 3-87956-273-3.